# هون سن
هون سن (زادهٔ ۵ اوت ۱۹۵۲) نخست‌وزیر سابق کامبوج و رهبر حزب مردم کامبوج است که از سرنگونی خمرهای سرخ با حمایت ویتنام در ۱۹۷۹ بر کامبوج حکمرانی کرده‌است. از زمان بازگشتن نظام چندحزبی در ۱۹۹۳، این حزب در ائتلاف با حزب سلطنت طلب فنسینپک بوده‌است. یکی از چشم‌هایش شیشه‌ای است که در نتیجهٔ حملهٔ خمرهای سرخ در پنوم‌پن در ۱۹۷۵ چنین شده. هون سن در حال حاضر، قدیمی‌ترین رهبر جنوب شرق آسیا و یکی از قدیمی‌ترین نخست‌وزیران جهان است که از طریق ائتلاف‌های گوناگون از ۱۹۸۵ بر رأس قدرت بوده‌است.
در ۲۶ ژوئیه ۲۰۲۳، سه روز پس از انتخابات ۲۰۲۳، هون سن رسماً استعفای خود را از نخست‌وزیری اعلام کرد و پسرش هان مانت را به عنوان جانشین خود معرفی نمود. او به عنوان رئیس حزب و عضو پارلمان باقی خواهد ماند و پس از انتخابات سنا در سال ۲۰۲۴ به عنوان رئیس شورای عالی خصوصی پادشاه و همچنین رئیس سنا منصوب خواهد شد.